# Фестюжьер, Андре-Жан
Андре-Жан Фестюжьер (фр. André-Jean Festugière; 15 марта 1898, Париж — 13 августа 1982, Сен-Дизье, Верхняя Марна) — французский историк античной философии и религии, филолог-классик.

## Биография
Жан Фестюжьер был вторым из девятерых детей в семье. В годы Первой мировой войны окончил классическую гимназию в Париже. Затем получил образование в Высшей педагогической школе.
В 1923 году пережил в бельгийском монастыре Маресу (фр.) некий религиозный подъём, заставивший его обратиться в монашество. При вступлении в монашество принял новое имя — Андре-Мари (в память о умершем брате Андре). В том же году он присоединился к доминиканскому католическому ордену. В 1930 году получил сан священника. В 1936 году защитил докторскую диссертацию на тему «Созерцание и созерцательная жизнь по Платону».
Фестюжьер большую часть времени жил в доминиканском монастыре в Париже, ведя размеренный образ жизни. Религиозную жизнь он совмещал с преподавательской деятельностью как в доминиканском культурном центре, так и читая курс лекций в Практической школе высших исследований в 1942—1968 годах. С 1943 года Фестюжьер в течение длительного времени был заведующим учебной частью этого высшего учебного заведения. В 1958 году он был избран в состав Академии надписей и изящной словесности.

## Научная деятельность
Большая часть печатных трудов Фестюжьера посвящена истории античной религии и герметизма, истории взаимодействия древних религий Средиземноморья и христианства, религиозным воззрениям античных философов. Фестюжьер — автор многочисленных комментированных переводов произведений античных авторов, таких как Гиппократ, Артемидор Эфесский, Созомен. Особенно выделяется перевод Фестюжьером многочисленных сочинений античного философа Прокла. Совместно с английским филологом и историком Артуром Дерби Ноком подготовил к печати комментированное издание «Герметического корпуса».
Фестюжьер подписывал свои научные работы именем Андре-Жан, совместив своё имя и имя горячо любимого им брата.